# Diario Oficial de Extremadura
El Diario Oficial de Extremadura (DOE) es el boletín oficial de la comunidad autónoma de Extremadura. El DOE es el medio para dar publicidad a los documentos que, de acuerdo con el ordenamiento jurídico y en virtud de los principios constitucionales de publicidad de las normas y seguridad jurídica, deben ser objeto de publicación oficial. Está regulado por el Decreto 331/2007, del 14 de diciembre.
La edición del DOE solo se realiza en versión digital y se publica de lunes a viernes, excepto los días declarados inhábiles en todo el territorio de la Comunidad Autónoma de Extremadura. No obstante, puede modificarse esta periodicidad cuando el volumen de textos a publicar u otras circunstancias, apreciadas por la Consejería de Hacienda y Administración Pública, así lo aconsejan.
El primer DOE se hizo público el 8 de marzo de 1983, en el que se derogaba el Ente Preautonómico de Extremadura y se nombraba al primer presidente de la Junta de Extremadura (Juan Carlos Rodríguez Ibarra) y a los consejeros titulares de los distintos departamentos de la misma, tal y como establecía el Estatuto de Autonomía recién aprobado.
Se estructura según el siguiente sumario:
- 0. Disposiciones Estatales
- I. Disposiciones Generales
- II. Autoridades y Personal
  - Nombramientos, situaciones e incidencias
  - Oposiciones y concursos
- III. Otras Resoluciones
- IV. Administración de Justicia
- V. Anuncios